# Jordbävningen i Manyi 1997
Jordbävningen i Manyi 1997  inträffade den 8 november 1997 klockan  10:02 UTC. Epicentrum fanns i prefekturen Nagchu (那曲地區) i norra Tibet, Kina. Fokusmekanismen indikerar en rörelse i hissriktning. Sprickan i ytan blev 170 kilometer lång vid Manyiförkastningen, en västlig fortsättning Kunlunförkastningen, cirka 100 kilometer söderut. Normalt är kontinentalplattan omkring 35 kilometer tjock, men når 70 kilometer under Tibitanska platån. Jordbävningen spräckte upp till 20 kilometer av kontinentalplattans topp.

### Fotnoter
1. ↑  ”Arkiverade kopian”. Arkiverad från originalet den 7 juni 2011. https://web.archive.org/web/20110607141145/http://earthquake.usgs.gov/earthquakes/eqarchives/significant/sig_1997.php. Läst 12 februari 2011.
2. ↑  http://www.earth-prints.org/bitstream/2122/1001/1/1015_1034Wasburn.pdf
3. ↑  http://topex.ucsd.edu/geodynamics/burgmann_dresen.08anrev.pdf